# Atletismo nos Jogos Olímpicos de Verão de 2020 - Salto com vara masculino
O evento do salto com vara masculino nos Jogos Olímpicos de Verão de 2020 ocorreu entre os dias 31 de julho e 3 de agosto de 2021 no Estádio Olímpico. 29 atletas de 18 nações competiram.

## Formato
O evento continua a usar o formato de duas fases (eliminatórias e final) introduzido em 1912. Nas eliminatórias houve dois grupos distintos de saltadores com os resultados apurados na classificação geral. Os saltadores eram eliminados se cometessem três falhas consecutivas, seja em uma única altura ou entre várias alturas se tentassem avançar antes de passar por cima de uma altura.
A altura padrão na fase eliminatória foi de 5,80 metros, sendo que todos que ultrapassaram essa marca avançaram para a final. Um mínimo de 12 atletas precisariam avançar para a final; se menos de 12 fizessem a marca de qualificação, seriam classificados os atletas subsequentes (incluindo os empatados após o uso das regras de desempate).
A final teve saltos começando logo abaixo da marca padrão e aumentando gradualmente, continuando até que todos os saltadores fossem eliminados.

## Calendário
Horário local (UTC +9)
| 31 de julho   | 3 de agosto |
| 9:40          | 19:20       |
| ------------- | ----------- |
| Eliminatórias | Final       |

## Medalhistas
| Ouro   | SWE Armand Duplantis   |
| Prata  | USA Christopher Nilsen |
| Bronze | BRA Thiago Braz        |

## Recordes
Antes desta competição, os recordes mundiais, olímpicos e regionais da prova eram os seguintes:
| Tipo | Atleta           | Marca  | Local          | Data                    |
| ---- | ---------------- | ------ | -------------- | ----------------------- |
|      | Armand Duplantis | 6,18 m | Glasgow        | 15 de fevereiro de 2020 |
|      | Thiago Braz      | 6,03 m | Rio de Janeiro | 15 de agosto de 2016    |

### Por região
| Região                             | Marca | Atleta           | Nação          |
| ---------------------------------- | ----- | ---------------- | -------------- |
| África                             | 6,03  | Okkert Brits     | África do Sul  |
| Ásia                               | 5,92  | Igor Potapovich  | Cazaquistão    |
| Europa                             | 6,18  | Armand Duplantis | Suécia         |
| América do Norte, Central e Caribe | 6,06  | Sam Kendricks    | Estados Unidos |
| Oceania                            | 6,06  | Steven Hooker    | Austrália      |
| América do Sul                     | 6,03  | Thiago Braz      | Brasil         |

## Resultados
Saltos
- Válido (o)
- Inválido (x)
- Dispensado (–)

### Eliminatórias
Regra de qualificação: marca padrão de 5,80 m (Q) ou pelo menos os 12 melhores atletas (q) avançam a final.
| Pos. | Grupo | Atleta                    | CON                | 5.30 | 5.50 | 5.65 | 5.75 | Marca | Notas                |
| ---- | ----- | ------------------------- | ------------------ | ---- | ---- | ---- | ---- | ----- | -------------------- |
| 1    | B     | Bo Kanda Lita Baehre      | GER Alemanha       | –    | o    | o    | o    | 5.75  | q                    |
| 1 !  | B     | Christopher Nilsen        | USA Estados Unidos | –    | o    | o    | o    | 5.75  | q                    |
| 3    | B     | Armand Duplantis          | SWE Suécia         | o    | xo   | o    | o    | 5.75  | q                    |
| 3 !  | A     | KC Lightfoot              | USA Estados Unidos | –    | xo   | o    | o    | 5.75  | q                    |
| 5    | A     | Kurtis Marschall          | AUS Austrália      | –    | o    | xxo  | o    | 5.75  | q                    |
| 6    | A     | Renaud Lavillenie         | FRA França         | –    | xxo  | xo   | o    | 5.75  | q                    |
| 7    | B     | Menno Vloon               | NED Países Baixos  | o    | o    | o    | xo   | 5.75  | q                    |
| 8    | B     | Thiago Braz               | BRA Brasil         | –    | xo   | o    | xo   | 5.75  | q                    |
| 8 !  | A     | Emmanouil Karalis         | GRE Grécia         | o    | o    | xo   | xo   | 5.75  | q,                   |
| 10   | A     | EJ Obiena                 | PHI Filipinas      | –    | o    | o    | xxo  | 5.75  | q                    |
| 11   | B     | Piotr Lisek               | POL Polônia        | –    | o    | xxo  | xxo  | 5.75  | q                    |
| 12   | B     | Harry Coppell             | GBR Grã-Bretanha   | o    | o    | o    | xxx  | 5.65  | q                    |
| 12 ! | B     | Ersu Şaşma                | TUR Turquia        | o    | o    | o    | xxx  | 5.65  | q                    |
| 12 ! | A     | Oleg Zernikel             | GER Alemanha       | –    | o    | o    | xxx  | 5.65  | q                    |
| 15   | A     | Robert Sobera             | POL Polônia        | –    | x–   | o    | xxr  | 5.65  |                      |
| 16   | A     | Augusto Dutra de Oliveira | BRA Brasil         | o    | o    | xo   | xxx  | 5.65  |                      |
| 17   | A     | Valentin Lavillenie       | FRA França         | o    | o    | xxo  | xxx  | 5.65  |                      |
| 18   | B     | Ben Broeders              | BEL Bélgica        | –    | xo   | xxo  | xxx  | 5.65  |                      |
| 19   | B     | Matt Ludwig               | USA Estados Unidos | o    | o    | xxx  | —    | 5.50  |                      |
| 19 ! | A     | Jin Min-sub               | KOR Coreia do Sul  | o    | o    | xxx  | —    | 5.50  |                      |
| 21   | B     | Huang Bokai               | CHN China          | xo   | o    | xxx  | —    | 5.50  | Recorde da temporada |
| 22   | B     | Konstantinos Filippidis   | GRE Grécia         | o    | xo   | xxx  | —    | 5.50  |                      |
| 22 ! | B     | Ethan Cormont             | FRA França         | o    | xo   | xxx  | —    | 5.50  |                      |
| 24   | A     | Sondre Guttormsen         | NOR Noruega        | –    | xxo  | x–   | —    | 5.50  |                      |
| 25   | A     | Torben Blech              | GER Alemanha       | o    | xxx  | —    | —    | 5.30  |                      |
| 25 ! | A     | Masaki Ejima              | JPN Japão          | o    | xxx  | —    | —    | 5.30  |                      |
| 25 ! | B     | Seito Yamamoto            | JPN Japão          | o    | xxx  | —    | —    | 5.30  |                      |
| 28   | A     | Pawel Wojciechowski       | POL Polônia        | xo   | xxx  | —    | —    | 5.30  |                      |
| —    | A     | Claudio Stecchi           | ITA Itália         | xxx  | —    | —    | —    | NM    |                      |
| —    | B     | Germán Chiaraviglio       | ARG Argentina      | —    | —    | —    | —    | DNS   |                      |

### Final
A final foi disputada em 3 de agosto, às 19:20 locais.
| Pos.              | Atleta               | CON                | 5.55 | 5.70 | 5.80 | 5.87 | 5.92 | 5.97 | 6.02 | 6.19 | Marca | Notas                |
| ----------------- | -------------------- | ------------------ | ---- | ---- | ---- | ---- | ---- | ---- | ---- | ---- | ----- | -------------------- |
| Medalha de ouro   | Armand Duplantis     | SWE Suécia         | o    | —    | o    | —    | o    | o    | o    | xxx  | 6.02  |                      |
| Medalha de prata  | Christopher Nilsen   | USA Estados Unidos | o    | o    | xo   | o    | —    | o    | xxx  | —    | 5.97  | Recorde pessoal      |
| Medalha de bronze | Thiago Braz          | BRA Brasil         | o    | xo   | xo   | o    | xxx  | —    | —    | —    | 5.87  | Recorde da temporada |
| 4                 | Emmanouil Karalis    | GRE Grécia         | o    | o    | o    | xxx  | —    | —    | —    | —    | 5.80  | Recorde pessoal      |
| 4 !               | KC Lightfoot         | USA Estados Unidos | o    | o    | o    | xxx  | —    | —    | —    | —    | 5.80  |                      |
| 6                 | Piotr Lisek          | POL Polônia        | o    | x–   | o    | xxx  | —    | —    | —    | —    | 5.80  |                      |
| 7                 | Harry Coppell        | GBR Grã-Bretanha   | o    | xo   | xo   | xxx  | —    | —    | —    | —    | 5.80  | Recorde da temporada |
| 8                 | Renaud Lavillenie    | FRA França         | —    | o    | —    | x–   | xx   | —    | —    | —    | 5.70  |                      |
| 9                 | Oleg Zernikel        | GER Alemanha       | xo   | o    | xxx  | —    | —    | —    | —    | —    | 5.70  |                      |
| 10                | Ersu Şaşma           | TUR Turquia        | o    | xo   | xxx  | —    | —    | —    | —    | —    | 5.70  |                      |
| 11                | Bo Kanda Lita Baehre | GER Alemanha       | o    | xxo  | xxx  | —    | —    | —    | —    | —    | 5.70  |                      |
| 11 !              | EJ Obiena            | PHI Filipinas      | o    | xxo  | xxx  | —    | —    | —    | —    | —    | 5.70  |                      |
| 13                | Menno Vloon          | NED Países Baixos  | o    | xxx  | —    | —    | —    | —    | —    | —    | 5.55  |                      |
| —                 | Kurtis Marschall     | AUS Austrália      | xxx  | —    | —    | —    | —    | —    | —    | —    | NM    |                      |

Legenda
| Recorde mundial      | Recorde mundial (World record)               |                       | Recorde africano                      | Recorde africano (African) |                                           | Q | Classificado por posição (Qualified) |
| Recorde olímpico     | Recorde olímpico (Olympic record)            | Recorde da América    | Recorde da América (Americas)         | q                          | Classificado por melhor tempo (Qualified) |   |                                      |
| Melhor marca do ano  | Melhor marca do ano (World leading)          | Recorde asiático      | Recorde asiático (Asian)              | DNS                        | Não largou (Did not start)                |   |                                      |
| Recorde nacional     | Recorde nacional (National record)           | Recorde europeu       | Recorde europeu (European)            | DNF                        | Não terminou (Did not finish)             |   |                                      |
| Recorde pessoal      | Recorde pessoal do atleta (Personal best)    | Recorde da Oceania    | Recorde da Oceania (Oceania)          | DSQ / DQ                   | Desclassificado (Disqualified)            |   |                                      |
| Recorde da temporada | Recorde da temporada do atleta (Season best) | Recorde sul-americano | Recorde sul-americano (South America) | NM                         | Sem marca (No mark)                       |   |                                      |